# Johannes de Samekowe
Johannes de Samekowe († 1322 in Lübeck) war Ratssekretär und später Ratsherr der Hansestadt Lübeck.

## Leben

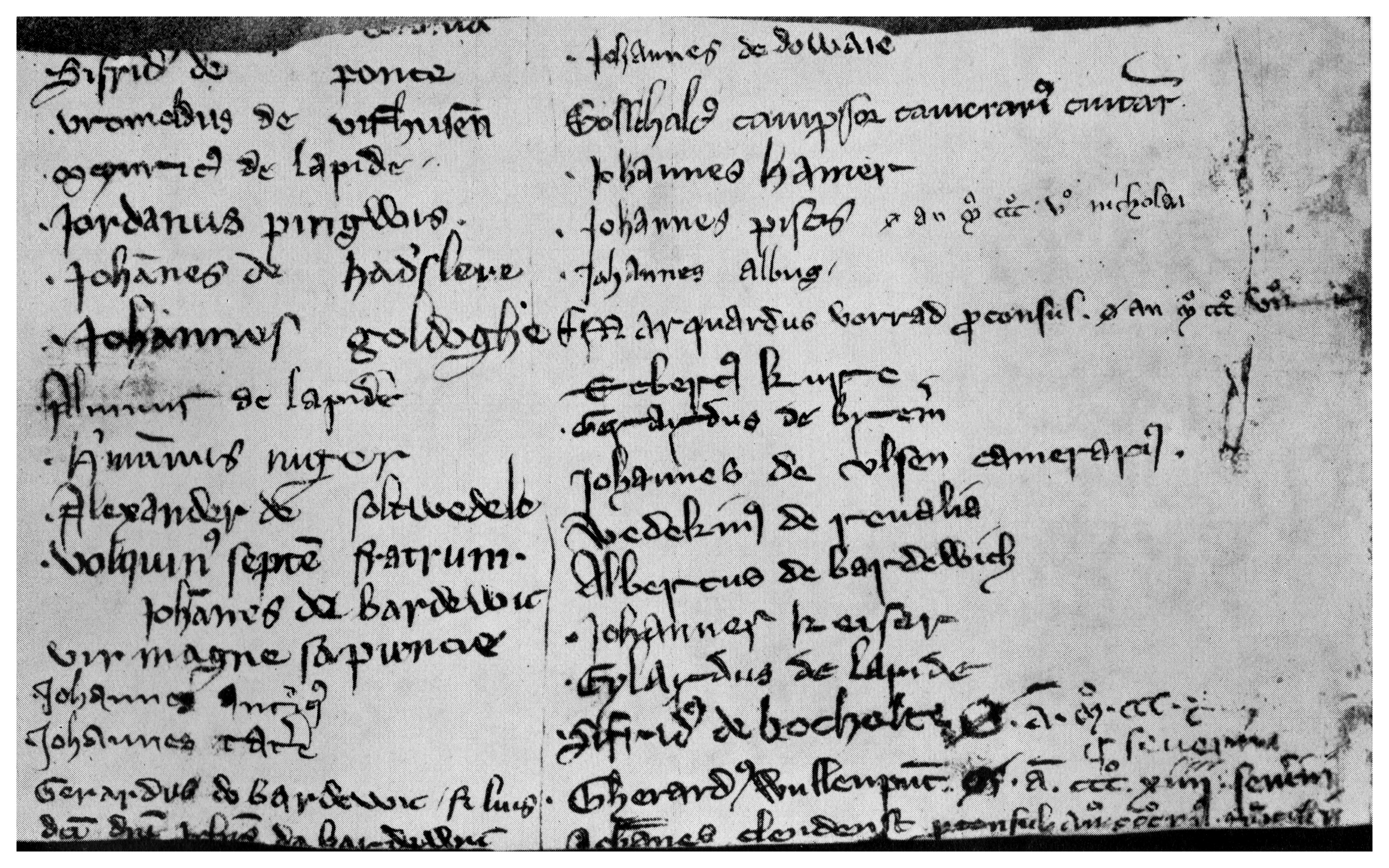
Fragment der ältesten Lübecker Ratslinie mit Eintragungen Samekowes

Johannes de Samekowe war der Sohn seines Vorgängers als Lübecker Ratsschreiber Ludolfus de Samecowe. Samkowe ist möglicherweise ein Herkunftsname, der auf das Dorf Samkow, heute Ortsteil von Carlow östlich von Lübeck in Mecklenburg deutet. Er war 1268 bis 1313 in Lübeck als Ratsschreiber tätig. 1277 erhielt er eine dauerhafte Anstellung verbunden mit der Zusage eines Ruhegehalts. Seine Eintragungen im Lübecker Oberstadtbuch enden im September 1313. Er wurde dann zum Ratsherrn der Stadt erwählt und ist als solcher erstmals im Februar 1314 bezeugt.
Er bewohnte in Lübeck das Haus Fleischhauerstraße 53.